# Golf op de Olympische Zomerspelen 2016
Golf is een van de sporten die beoefend werden op de Olympische Zomerspelen 2016 in Rio de Janeiro, Brazilië. De wedstrijden werden van 11 tot en met 20 augustus gehouden op de Campo Olímpico de Golfe die in het natuurgebied Marapendi in de wijk Barra da Tijuca voor dat doel werd aangelegd door het Amerikaanse bureau Hanse Golf Course Design.
Alleen in 1900 en 1904 was de golfsport opgenomen op de Olympische Spelen. Deze editie was het dus voor de derde keer een Olympische sport.

## Kwalificatie
Kwalificatie werd gebaseerd op de wereldranglijst van 11 juli 2016. In totaal konden 60 deelnemers zich kwalificeren in zowel het mannen- als het vrouwentoernooi. De top-15 van beide seksen kwalificeerde zich, met een maximum van vier deelnemers per land. De overige plaatsen gingen naar de hoogst geplaatste golfers uit landen die nog niet twee deelnemers hadden. De IGF garandeerde minimaal een quotumplaats voor het gastland en voor elk continent (Afrika, Amerika, Azië, Europa en Oceanië).
Een aantal spelers heeft afgezegd uit vrees voor het heersende zikavirus, onder wie Jason Day (OWGR 1), Dustin Johnson (2), Jordan Spieth (3), Rory McIlroy (4), Shane Lowry (27), Mark Leishman (45), Graeme McDowell (74) en Vijay Singh (116).

## Toernooi
Er worden vier rondes van 18 holes gespeeld. Een eventuele play-off zal bestaan uit drie holes.

## Medailles

### Medaillewinnaars
| Onderdeel | Goud | Goud        | Zilver | Zilver         | Brons | Brons         |
| --------- | ---- | ----------- | ------ | -------------- | ----- | ------------- |
| Mannen    | GBR  | Justin Rose | SWE    | Henrik Stenson | USA   | Matt Kuchar   |
| Vrouwen   | KOR  | Park In-bee | NZL    | Lydia Ko       | CHN   | Feng Shanshan |

### Medaillespiegel
| Plaats | Land             | NOC    | Goud | Zilver | Brons | Totaal |
| ------ | ---------------- | ------ | ---- | ------ | ----- | ------ |
| 1      | Groot-Brittannië | GBR    | 1    | 0      | 0     | 1      |
| 1      | Zuid-Korea       | KOR    | 1    | 0      | 0     | 1      |
| 3      | Nieuw-Zeeland    | NZL    | 0    | 1      | 0     | 1      |
| 3      | Zweden           | SWE    | 0    | 1      | 0     | 1      |
| 5      | China            | CHN    | 0    | 0      | 1     | 1      |
| 5      | Verenigde Staten | USA    | 0    | 0      | 1     | 1      |
| Totaal | Totaal           | Totaal | 2    | 2      | 2     | 6      |

Parijs 1900 · 
St. Louis 1904 · 
Rio de Janeiro 2016 · 
Tokio 2020 · 
Parijs 2024 · 
Los Angeles 2028 
Olympische medaillewinnaars
Atletiek · Badminton · Basketbal · Boksen · Boogschieten · Gewichtheffen · Golf · Gymnastiek · Handbal · Hockey · Judo · Kanovaren · Moderne vijfkamp · Paardensport · Roeien · Rugby · Schermen · Schietsport · Schoonspringen · Synchroonzwemmen · Taekwondo · Tafeltennis · Tennis · Triatlon · Voetbal · Volleybal · Waterpolo · Wielersport · Worstelen · Zeilen · Zwemmen